# Navy SEALs (filme)
Navy SEALS é um filme produzido nos Estados Unidos em 1990 do gênero ação, coescrito por Chuck Pfarrer e Gary Goldman e dirigido por Lewis Teague.
Diversos eventos mostrados no filme são inspirados na carreira e vida real de Chuck Pfarrer, que foi um Navy SEALs.

## Sinopse
Charlie Sheen, Michael Biehn e Bill Paxton estão juntos em um dos grupos mais bem treinados da Marinha dos Estados Unidos, os Navy SEALs. Ao serem enviados para resgatar a tripulação de uma aeronave norte-americana que está sendo mantida refém por terroristas no Oriente Médio, o comando está plenamente ciente que suas habilidades serão colocadas à prova. Contudo, durante o resgate, descobrem que os terroristas se apoderaram do arsenal de mísseis letais que estava no avião, mas o líder decide deixar o local com os reféns em vez de destruir as armas. Agora eles terão que voltar ao covil para frustrar os planos dos criminosos.

## Elenco
- Charlie Sheen  ...  Tenente Dale Hawkins
- Michael Biehn  ...  Tenente James Curran
- Joanne Whalley  ...  Claire Varrens
- Rick Rossovich  ...  Leary
- Cyril O'Reilly  ...  Rexer
- Bill Paxton  ...  Dane
- Dennis Haysbert  ...  Graham
- Paul Sanchez  ...  Ramos
- Nicholas Kadi  ...  Ben Shaheed
- Ronald G. Joseph  ...  Capitão Dunne
- S. Epatha Merkerson  ...  Jolena
- Gregory McKinney ...  Piloto do helicóptero
- Rob Moran  ...  Copiloto do helicóptero
- Richard Venture  ...  Admiral Colker
- Mark Carlton  ...  Jim Elmore